# Furcifer belalandaensis
Furcifer belalandaensis (Brygoo & Domergue, 1970) è una specie di camaleonte endemica del Madagascar. Il WWF è attualmente impegnato nell'impedirne l'estinzione.

## Etimologia
La specie prende il suo nome dalla città malgascia di Belalanda, della quale la specie è endemica.

## Descrizione
F. belalandaensis è un camaleonte di medie dimensioni, di color verde chiaro.

## Distribuzione e habitat
La specie è diffusa in un areale assai ristretto (4 Km²) nei pressi della città di Belalanda, nel Madagascar sudoccidentale. Il suo habitat originario era rappresentato dalle foreste a galleria che sono state disboscate. Ora abita le canopie formate dagli alberi importati e dai pochi alberi indigeni rimasti.

## Conservazione
La Lista rossa IUCN classifica Furcifer belalandaensis come specie in pericolo critico di estinzione (Critically Endangered).